# Sarojini Varadappan
Sarojini Varadappan (21 de septiembre de 1921 - 17 de octubre de 2013) fue una trabajadora social de la India en el estado de Tamil Nadu. Ella era la hija del exministro jefe de Madrás, M. Bhaktavatsalam.
Sarojini estaba involucrada en actividades sociales desde sus primeros días a la vez. Su madre Gnanasundarambal se asoció con la Asociación India de Mujeres (WIA) y Sarojini se unió a la organización en una edad temprana. Sarojini también se desempeñó como Presidenta de la WIA. Bajo su dirección, el número de sucursales de la organización aumentó de cuatro a 76. Sarojini era también la presidenta de la Academia Mylapore.